# 祖布佐夫區
56°10′N 34°35′E / 56.167°N 34.583°E
祖布佐夫區（俄语：Зубцовский район），是俄羅斯的一個區，位於該國西部，由特維爾州負責管轄，面積2,166.5平方公里，2010年該區人口17,216，人口密度每平方公里7.95人。